# Runcinia longipes
Runcinia longipes är en spindelart som beskrevs av Embrik Strand 1906. Runcinia longipes ingår i släktet Runcinia och familjen krabbspindlar.
Artens utbredningsområde är Etiopien. Inga underarter finns listade i Catalogue of Life.